# كلوديا كروز
كلوديا جوليسا كروز رودريغيز (ولدت في 5 فبراير 1986 في بوناو) هي ممثلة دومينيكية ومضيفة تلفزيونية وعارضة وحاملة لقب ملكة جمال ومثلت بلدها في مسابقة ملكة جمال العالم 2004.
مثلت كلوديا مدينة بوناو في مسابقة ملكة جمال جمهورية الدومينيكان لعام 2004 وحصلت على المركز الخامس، بينما فازت في هذه المسابقة لاريمار فيالو. قررت كلوديا أن تغتنم فرصة أخرى للمشاركة في مسابقة ملكة جمال جمهورية الدومينيكان ، قامت لجنة التحكيم بترشيح القليل من المتسابقات إلى الدور نصف النهائي بينما كان أختيار الفائزات بالمسابقة بناءً على تصويت الجمهور.
حصلت كلوديا على 66 ٪ من الأصوات ، واُعلنت الفائزة في المسابقة في 10 أكتوبر 2004 وذلك قبل شهر واحد فقط من السفر لتمثل بلادها في مسابقة ملكة جمال العالم. وعلى الرغم من ضيق الوقت لإعداد نفسها لهذه المسابقة إلا أنها استطاعت الفوز بلقب الملكة القارية لمنطقة البحر الكاريبي وحصلت على المركز الثاني بعد الفائزة في هذه المسابقة وهي ماريا جوليا مانتيلا من البيرو.
كلوديا لديها أخت ، المراسلة الرياضية كارولينا كروز دي مارتينيز ، متزوجة من الرامي الدومينيكي الشهير بيدرو مارتينيز.